# 이기상 (모델)
이기상( 1970년 5월 11일)은 대한민국 VJ 출신의 방송MC 겸 한국방송진행자연합(KFBA)의 회장이다.

## 이력
[서강대학교 신문방송학과] 학사 출신이며 종교는 천주교(세례명: 야고보)이다. 신장은 182cm, 체중은 85kg이며 음악 및 영화 감상과 골프에 취미가 있다.
1994년 M-Net 비디오 자키 콘테스트에서 은상을 수상하여 첫 데뷔를 한 이후 M-Net, KMTV, HBS 현대방송, 동아TV를 비롯한 케이블 TV 방송 프로그램과 EBS 한국교육방송공사, MBC 문화방송, KBS 한국방송공사, SBS 서울방송 텔레비전 프로그램에서도 MC로서 활약을 하였다.

## 출연작

### 텔레비전 프로그램
- 《여기는 가요 발전소》(엠넷)
- 《엠카운트다운》(엠넷)
- 《가요베스트 27》 (엠넷)
- 《와이드 연예뉴스》(엠넷)
- 세계는 지금 (KBS 한국방송공사)
- 이명박의 CF패러디 (팟TV)
- 《미리 가 본 대학》(EBS 한국교육방송공사)
- 《생방송 60분 부모|EBS 부모》(EBS)
- SBS 한밤의 TV연예
- SBS 우리 아이가 달라졌어요

### 라디오 프로그램
- EBS FM 라디오 쇼 생생영어 EBS FM 2009년
- 월드 엔터테인먼트 리포트 2001
- CBS음악FM FM POPS
- SBS 라퓨타 공화국
- cpbc FM 이기상의 뉴스공감 (2021년 10월 18일 ~ 2022년 4월 15일)

### 영화
- 1997년 패자부활전

## 수상 경력
- 1994년 M-Net 비디오 자키 콘테스트 은상

## 같이 보기
- 문혜정
- 류시현
- 최할리
- 이무영
- 전기현
- 김형규
- 지누리